# Симплицисимус
Симплицисимус био је немачки сатирични двонедељник који је покренуо Алберт Ланген априла 1896. године и који је објављиван све до 1967. са прекидом између 1944. и 1954. године. Назив је дат по имену протагонисте романа Der Abenteuerliche Simplicissimus Teutsch Ханс Јакоба фон Гримелшаузена. 
У часопису су сарађивали многи познати уметници Томас Теодор Хајне, Томас Ман, Кате Колвиц, Олаф Гулбрансон, Карл Арнолд, Бруно Паул, Едвард Тони, Херман Хесе и многи други.